# Poussignac
Poussignac (okzitanisch: Possinhac) ist eine französische Gemeinde mit 307 Einwohnern (Stand: 1. Januar 2022) im Département Lot-et-Garonne in der Region Nouvelle-Aquitaine (vor 2016: Aquitanien). Die Gemeinde gehört zum Arrondissement Marmande und zum Kanton Les Forêts de Gascogne. Die Einwohner werden Poussignacois genannt.

## Geografie
Poussignac liegt etwa 17 Kilometer südsüdwestlich von Marmande. Nachbargemeinden von Poussignac sind Argenton im Norden, Grézet-Cavagnan im Nordosten, Labastide-Castel-Amouroux im Osten, Casteljaloux im Süden, Beauziac und Saint-Martin-Curton im Südwesten sowie Ruffiac im Westen und Nordwesten.

## Bevölkerungsentwicklung
| Jahr                       | 1962 | 1968 | 1975 | 1982 | 1990 | 1999 | 2006 | 2018 |
| Einwohner                  | 241  | 207  | 169  | 185  | 227  | 213  | 246  | 282  |
| Quellen: Cassini und INSEE |      |      |      |      |      |      |      |      |

## Sehenswürdigkeiten
- Kirche Saint-Martin aus dem 14. Jahrhundert, Umbauten aus dem  16. Jahrhundert, Monument historique

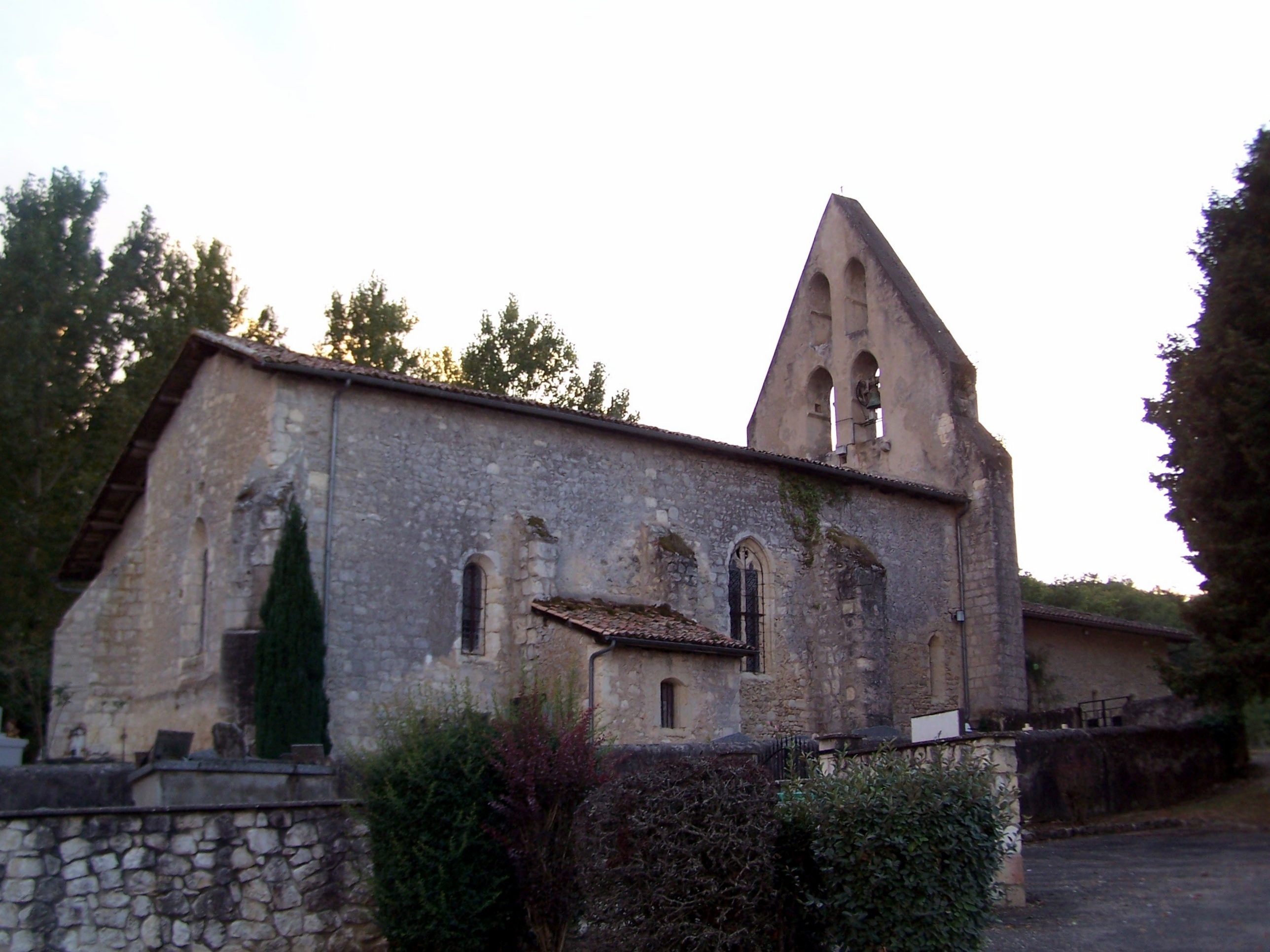
Kirche Saint-Martin